# António Sérgio
António Sérgio (n. en Damão, India portuguesa en 1883 y fallecido en Lisboa en 1969) fue un ensayista portugués, escritor en diversos campos: historia, filosofía, pedagogía, economía y sociología.

## Carrera
Vivió algunos años en África. Estudió en el Colegio Militar y completó el curso de Marina de Guerra, por lo que viajó a Cabo Verde y Macao. Hasta 1910 fue oficial de Marina. A partir de ese año abandona la Marina para dedicarse de lleno a la escritura.
Durante un breve período a principios de la década de 1920 fue Ministro de Educación de Portugal.
Estuvo dentro de la corriente de Renascença Portuguesa y trabajó en las revistas Seara Nova y Lusitânia. Muchos de los artículos que escribió en esta revistas aparecen en los primeros volúmenes de su colección de "Ensayos".
Entre 1927 y 1933 se exilió en Francia.

## Obra
- 1914 O problema da cultura e o isolamento dos povos peninsulares.
- 1915 Considerações histórico-pedagógicas.
- 1915 Educação cívica.
- 1916 Cartas sobre educação profissional.
- 1916 Droite et gauche (artículo).
- 1916 Recherches sur l’imagination.
- 1917 A função social dos estudantes.
- 1917 Noções de zoologia.
- 1918 O ensino como factor do ressurgimento nacional.
- 1918 A escola portuguesa, órgão parasitário; necessidade da sua reforma sob a ideia directriz do trabalho produtivo.
- 1929 Ensaios (8 volúmenes).
- 1929 Historia de Portugal.
- 1929 La jeunesse portugaise et la paix.
- 1929 Le sport du volontaire.
- 1934 Aspectos do problema pedagógico em Portugal.
- 1939 Sobre educação primária e infantil.
- 1940 Entrevista con António Sérgio.
- 1950 Notas de esclarecimento.
- 1957 Cartas do terceiro homem.